# Renealmia sancti-thomae
Renealmia sancti-thomae là một loài thực vật có hoa trong họ Gừng. Loài này được I.M.Turner miêu tả khoa học đầu tiên năm 1999.